# Masao Tsuji
Masao Tsuji (辻 正男 Tsuji Masao?), född 29 mars 1987 i Kanagawa prefektur, är en japansk fotbollsspelare.
Tsuji började sin karriär 2009 i YSCC Yokohama. Efter YSCC Yokohama spelade han för Gainare Tottori, Zweigen Kanazawa och Thespakusatsu Gunma.